# Yahvismo

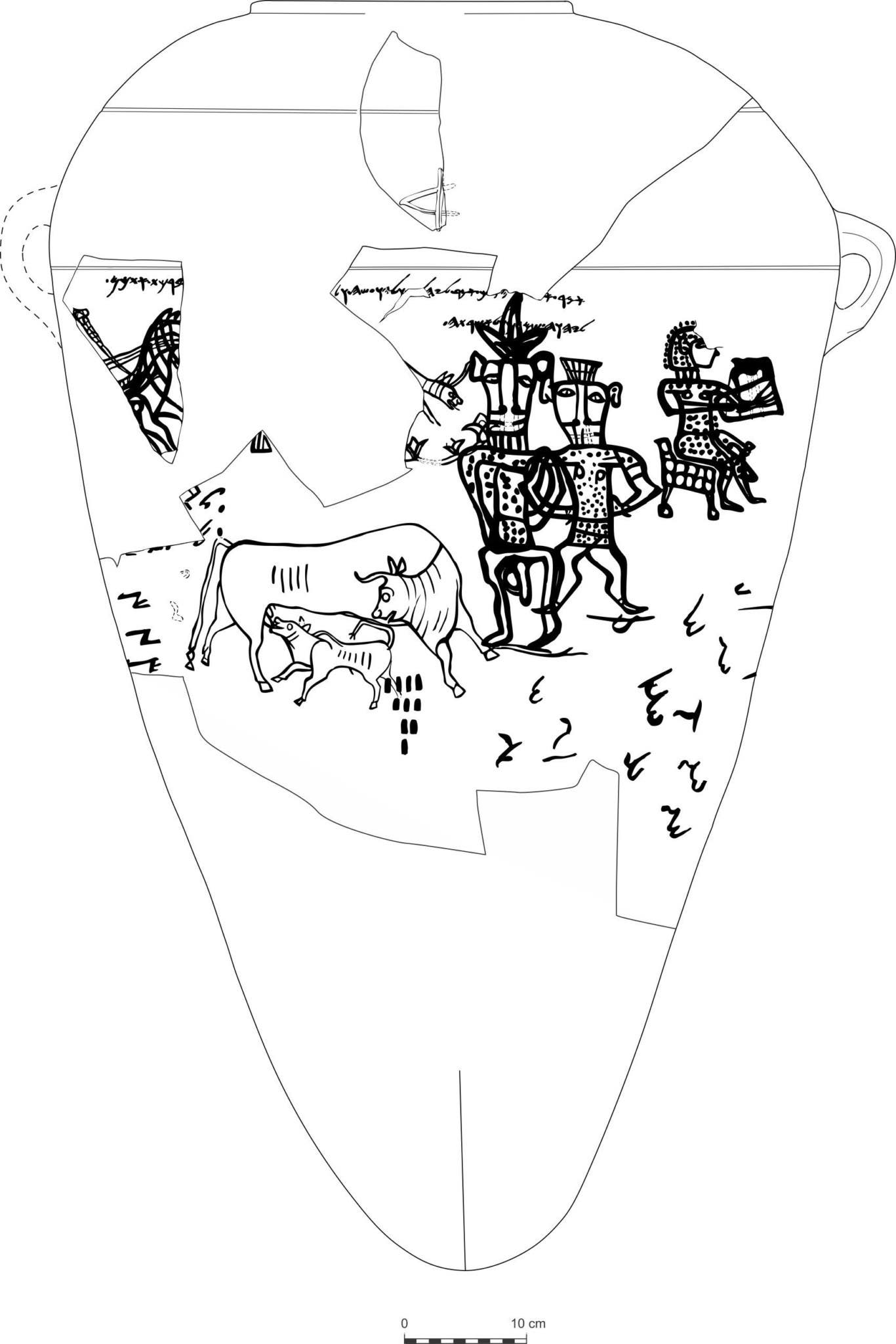
Imagen en un pithos que se encuentra en Kuntillet Ajrud bajo la inscripción «Yahweh y su Asherah», representando a los dos como toros con la andrógina deidad egipcia Bes/Beset. Las dos figuras de pie se ven a veces como una representación de la pareja divina, mientras que el tocador con lira sentado detrás de ellas es un artista. Por otra parte, muchos historiadores de arte identifican a las figuras de pie como representaciones de Bes, debido a sus rostros distintivamente bovinos. El profesor Ziony Zevit ha argumentado que Yahweh fue representado como una figura de Bes, aunque hay poca evidencia de esto. También es posible que las imágenes del pithos no tengan nada que ver con la inscripción.

El yahvismo es el nombre dado a la religión de los antiguos reinos de Judá e Israel, centrada alrededor de la deidad israelita Yahweh. Yahweh era uno de los muchos dioses de las tierra de Canaán, la parte sur de la cual más tarde se llamaría Tierra de Israel. El yahvismo existió en paralelo al politeísmo cananeo y, a su vez, fue la etapa primitiva y monolatrística predecesora del judaísmo moderno, en su evolución hacia una religión monoteísta.
A pesar de que tanto el judaísmo moderno y el yahvismo veneran a Yahweh, existen claras distinciones entre los dos sistemas de creencias. A diferencia de las religiones que descenderían de él, el yahvismo se caracterizó por el henoteísmo/monolatrismo, que reconocía a Yahweh como el dios nacional de Israel, pero no negaba explícitamente la existencia de otros dioses de la antigua religión semítica, como Baal, Asera y Astarté, aunque esto no siempre permitió su adoración individual en conjunto con Yahweh.
La transición exacta entre lo que ahora se considera el yahvismo monolatrista y el judaísmo monoteísta es algo confusa, sin embargo es evidente que el evento comenzó con enmiendas religiosas radicales (como los testimonios de Elías y las reformas de Ezequías y Josías) y se había completado a finales del cautiverio babilónico, donde el reconocimiento de Yahveh como único dios del universo finalmente había calado en el pueblo judío.

## Historia
El centro de la religión del antiguo Israel durante la mayor parte del período monárquico fue la adoración de un dios llamado Yahweh, y por esta razón, la religión de Israel a menudo se conoce como yahvismo. El nombre «Israel» se basa en El, la cabeza del panteón cananeo, lo que sugiere que El, en lugar de Yahweh, era el dios principal original de Israel. Si bien algunos eruditos creen que la adoración de Yahweh es anterior a la formación de los reinos y funcionó como un factor unificador que ayudó a su surgimiento, ninguno de los patriarcas del Antiguo Testamento, las tribus de Israel, los Jueces o los primeros monarcas tenían un nombre yahvista.
La opinión predominante entre los eruditos es que los israelitas eran nativos de Canaán y no se podían distinguir de los cananeos en idioma y religión. No está claro cómo, dónde o por qué apareció Yahweh; incluso su nombre es un punto de confusión. La fecha exacta de este hecho también es ambigua: el término «Israel» aparece por primera vez en los registros históricos en el siglo XIII a. C. con la estela de Merenptah, y la adoración de Yahweh se atestigua circunstancialmente desde el siglo XII a. C. No hay testimonio ni registro ni siquiera del nombre de Yahweh, y mucho menos de su origen o carácter, hasta más de quinientos años después, con la estela de Mesa (siglo IX a. C.).
La hipótesis cenita postula que, citando varios pasajes bíblicos, Yahweh pudo haber sido una deidad madianita o cenea que, de una manera análoga a la interacción de Moisés y Jetró, fue presentada a los israelitas y llevada al norte a las tierras que habitaban. Sea como fuere, los israelitas emergieron como una comunidad «independiente» de los cananeos cuando a Yahweh se le dio adoración por encima de todos los dioses. Sin embargo, esto no excluyó la veneración de otras deidades, ya que se muestra claramente que se adoraba a Yahweh junto a otros dioses y en conjunción con ellos. Este tema está presente tanto dentro como fuera de los relatos bíblicos de la época, pero con notables diferencias. Si bien la Biblia registra la adoración de Yahweh junto con otras deidades, no solo describe esto como una completa herejía (no considerada así en ese momento según la mayoría de los eruditos), sino que también descuida reflejar esta tradición en épocas anteriores a los escenarios descritos.
Los relatos bíblicos de las etapas formativas del judaísmo registra que la adoración a Yahweh se originó bajo la égida de Abraham, Moisés, etc., dejando así de lado los relatos históricos, limitando los únicos registros de la adoración no monoteísta de Yahweh únicamente a la era de los profetas como Elías, cuando el yahvismo (es decir, el no-judaísmo) estaba en declive. En todo caso, a Yahweh se le adoró junto a otras deidades cananeas durante varios siglos, aunque ninguna fue verdaderamente elevada a su posición. En la Edad del Hierro, Yahweh era el dios nacional de los reinos israelitas. En el período tribal temprano, cada tribu habría tenido su propia deidad tutelar; sin embargo, cuando surgió la monarquía, el Estado promovió a Yahweh como el dios nacional de Israel, supremo sobre los demás dioses.
El Israel pre-exilio, como sus vecinos, era politeísta, y el monoteísmo israelita fue el resultado de circunstancias históricas únicas. Durante una era de sincretismo religioso, se aceptó entre el pueblo israelita considerar al dios cananeo El como el mismo Yahweh. Podría decirse que este fue el principio del fin del yahvismo y los mismos comienzos del judaísmo. De hecho, a medida que esta idea se hizo prevalente en la religión del pueblo judío, pronto se pensó que El había sido siempre la misma deidad que Yahweh, como lo demuestra Éxodo 6:2-3, que dice:
| # | Traducción al español                                   | Transliteración                                                       | Hebreo                                     |
| - | ------------------------------------------------------- | --------------------------------------------------------------------- | ------------------------------------------ |
| 1 | Y El-ohim habló a Moisés, diciendo: «Yo soy Yahweh»     | way·ḏab·bêr ’Ĕ·lō·hîm ’el-Mō·šeh; way·yō·mer ’ê·lāw ’ă·nî Yah·weh.    | וַיְדַבֵּר אֱלֹהִים, אֶל-מֹשֶׁה; וַיֹּאמֶר אֵלָיו, אֲנִי יְהוָה. |
| 2 | Y aparecí a Abraham, a Isaac y a Jacob como El Shaddai, | wā·’ê·rā, ’el-’Aḇ·rā·hām ’el-Yiṣ·ḥāq wə·’el-Ya·‘ă·qōḇ bə·’Ĕl Šad·dāy, | וָאֵרָא, אֶל-אַבְרָהָם אֶל-יִצְחָק וְאֶל-יַעֲקֹב--בְּאֵל שַׁדָּי;  |
| 3 | mas en mi nombre Yahweh no me di a conocer a ellos».    | ū·šə·mî Yah·weh, lō nō·w·ḏa‘·tî lā·hem.                               | וּשְׁמִי יְהוָה, לֹא נוֹדַעְתִּי לָהֶם.                  |

Después del siglo IX a. C., las tribus y jefaturas de la Edad del Hierro I (1200-930 a. C.) fueron reemplazadas por estados nacionales étnicos. En cada reino, el rey también era el jefe de la religión nacional y, por lo tanto, el virrey en la tierra del dios nacional. En Jerusalén, esto se reflejaba cada año cuando el rey presidía una ceremonia en la que Yahweh estaba entronizado en el Templo Sagrado. La Biblia hebrea da la impresión de que el Templo de Jerusalén siempre estuvo destinado a ser el templo central (o incluso único) de Yahweh, pero este no fue el caso. El primer lugar de culto israelita conocido es un altar al aire libre del siglo XII a. C. en las colinas de Samaria, con un toro de bronce que recuerda al «El-Toro» cananeo (El en forma de toro), y los restos arqueológicos de otros templos se han encontrado en Dan, en la frontera norte de Israel; y en Arad, Beersheba y Motza en la región sureña de Judá. Silo, Bethel, Guilgal, Mizpa, Ramá y Dan también fueron lugares importantes para festivales, sacrificios, votos, rituales privados y la adjudicación de disputas legales.
El declive del yahvismo y el surgimiento del judaísmo se acercaron aún más con los profetas señalando una era de nuevos ideales y prácticas. Las reformas hechas por los reyes hebreos Ezequías y Josías trabajaron para abolir la adoración de cualquier dios que no fuera Yahweh, pero sus reformas fueron a menudo revertidas por sus sucesores que favorecieron el yahwismo monolatrístico que era común.
La adoración solo a Yahweh comenzó con Elías en el siglo IX a. C., y como muy tarde con Oseas en el siglo VIII a. C.; incluso entonces siguió siendo la preocupación de un pequeño partido antes de ganar predominio en el Exilio y en el período post-exílico temprano. Los primeros partidarios de esta facción son ampliamente considerados como monólatras en lugar de verdaderos monoteístas, ya que en lugar de creer que Yahweh era el único dios existente, creían que él era el único dios que el pueblo de Israel debía adorar; sin embargo, esto era una notable desviación de las creencias tradicionales de los israelitas. Fue durante la crisis nacional del Exilio que los seguidores de Yahweh dieron un paso adelante y finalmente negaron rotundamente que existieran otros dioses además de Yahweh, marcando así la transición del monolatrismo al verdadero monoteísmo, y del yahvismo al judaísmo. Algunos estudiosos fechan el inicio del monoteísmo generalizado en el siglo VIII a. C. y lo ven como una respuesta a la agresión neoasiria.

## Creencias y prácticas

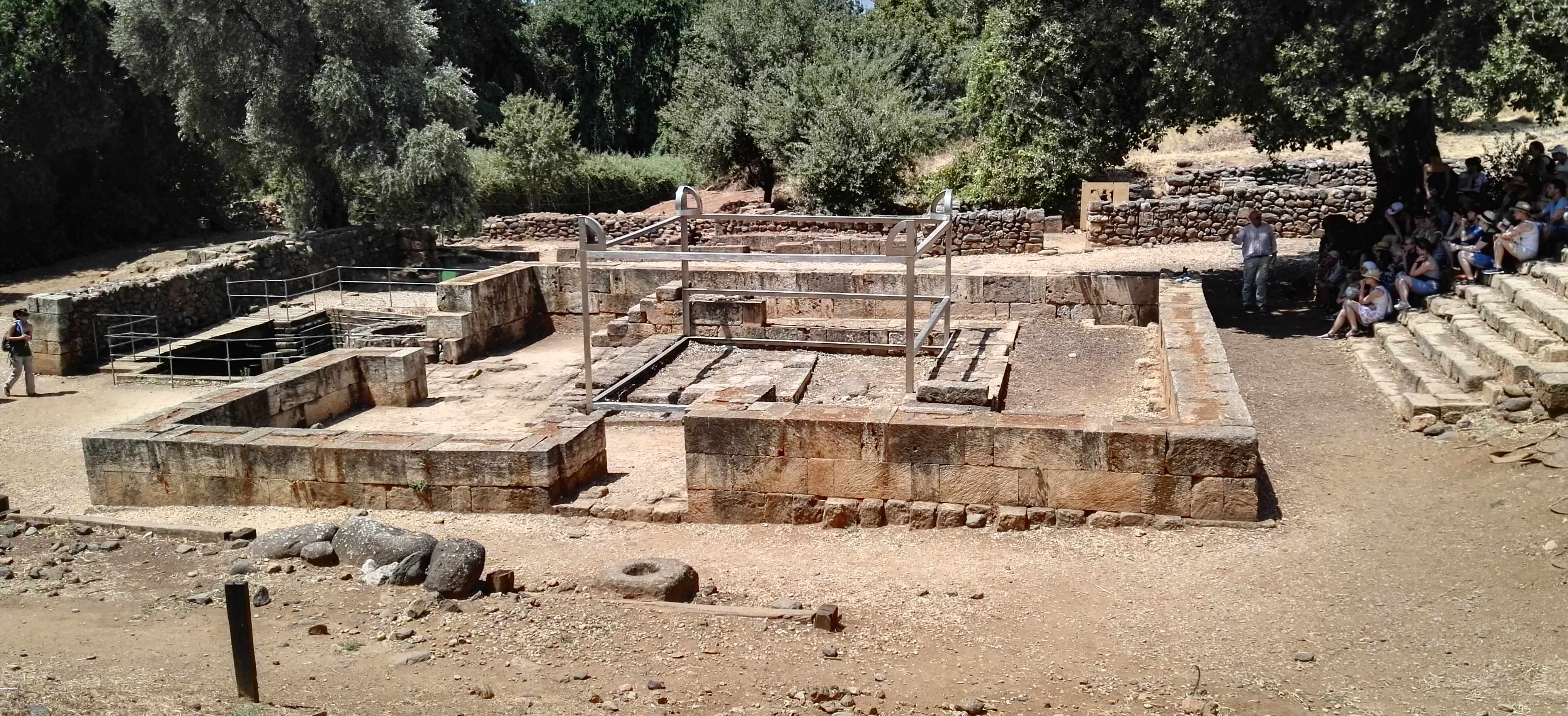
Restos de un altar construido por Jeroboam en el 931 a. C., donde se adoraba a Yahweh en forma de estatua de toro.

El yahvismo se distingue del judaísmo más claramente por sus características panteónicas. Mientras que en el judaísmo (y, de hecho, en todas las religiones abrahámicas modernas) Yahweh es el único Dios del universo; en el yahvismo, Yahweh (como la deidad nacional) es el único Dios que debe ser adorado por el pueblo israelita. El yahvismo se caracteriza por la falta de una negación definitiva y explícita de la existencia de otras deidades junto a Yahweh, un precepto que aún se conserva en ciertas áreas de la Biblia hebrea. Los israelitas generalmente entendían la existencia de otros dioses junto a Yahweh y, a menudo, llegaban a adorar a varias deidades junto con él.
La deidad más comúnmente adorada junto a Yahweh era Asera, venerada como consorte o madre de Yahweh. En el panteón cananeo, Asera era la consorte de El. Si bien otros dioses (como Baal) solían ser adorados junto a Yahweh, esta no siempre fue una práctica constante ya que Baal, por ejemplo, vio una verdadera prominencia solo en el tiempo de Elías y nunca más a partir de entonces. Varios pasajes bíblicos indican que se guardaban estatuas de Asera en sus templos en Jerusalén, Betel y Samaria. Fuera de Israel, Yahweh fue considerado también como consorte de la diosa egipcia Anat; en los registros del siglo V a. C. de la colonia judía en Elefantina (Egipto) describen a una diosa «Anat-Yahu» era adorada en el templo del asentamiento dedicado a YHWH. Una diosa llamada «Reina del Cielo», probablemente una fusión de Astarté y la diosa mesopotámica Ishtar, posiblemente un título de Asera, también fue adorada.
Aunque se entendía que Yahweh ocupaba un panteón que incluía muchas otras deidades, su estatus como dios nacional todavía lo consagraba con una supremacía suprema, cualquier intento de «reemplazar» o usurpar el lugar de Yahweh en la fe israelita se consideraba antitético. Por ejemplo, la adoración de Baal y Yahweh coexistieron en el período temprano de la historia de Israel, pero se consideraron irreconciliables después del siglo IX a. C., luego de los esfuerzos del rey Acab y su reina Jezabel para elevar a Baal al estado de dios nacional, aunque el culto a Baal continuó durante algún tiempo.

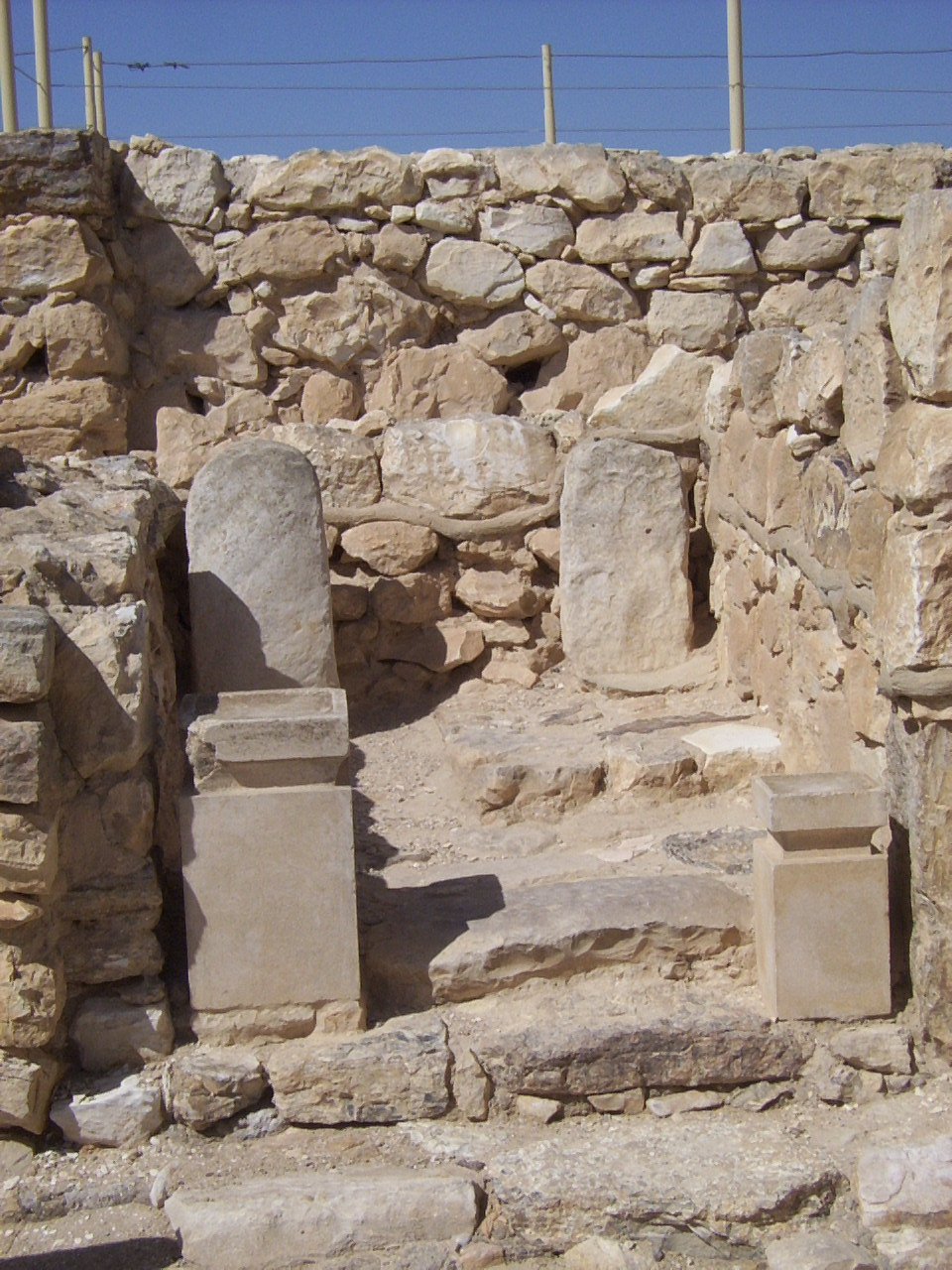
El Lugar Santísimo en un templo en ruinas en Tel Arad, con dos columnas de incienso y dos estelas, una a Yahweh y otra muy probablemente a Asera. El templo probablemente fue destruido como parte de las reformas de Josías.

La adoración a Yahweh era famosa por ser anicónica, lo que significa que el dios no estaba representado por una estatua u otra imagen. Esto no quiere decir que no estuviera representado de alguna forma simbólica, y el culto israelita temprano probablemente se centró en piedras erguidas, pero según los textos bíblicos, el templo en Jerusalén presentaba el trono de Yahweh en forma de dos querubines, sus alas internas formando el asiento, con una caja (el Arca de la Alianza) como escabel, mientras que el trono mismo estaba vacío. No existe una explicación unánimemente aceptada del aniconismo israelita, y varios eruditos recientes han argumentado que Yahweh estuvo representado antes de las reformas de Ezequías y Josías al final del período monárquico: por citar un estudio de 2007, «un aniconismo temprano, de facto o de otra manera, es puramente una proyección de la imaginación post-exílica». Sin embargo, otros estudiosos señalan que no hay evidencia segura de ninguna representación antropomórfica de Yahweh durante todo el período pre-exílico.
Las prácticas del yahvismo son en gran parte características de otras religiones semíticas de la época. Las prácticas que se conservaron en el judaísmo fueron las festividades, los sacrificios, la toma de votos, los rituales privados y la adjudicación de disputas legales. La oración en sí misma jugó un papel pequeño en el culto oficial.
Los sacrificios de animales desempeñaron un papel importante en el yahvismo y el judaísmo (antes de la destrucción del Segundo Templo en el año 70 d. C.) en los altares, con la posterior quema y el rociado de su sangre, una práctica descrita en la Biblia como un ritual diario del Templo para los Gente judía. El sacrificio era supuestamente complementado con el canto o recitación de salmos, pero los detalles son escasos. Algunos estudiosos han concluido que los rituales detallados en Levítico 1-16, con su énfasis en la pureza y la expiación, en realidad se siguieron solo después del exilio babilónico y la transición entre yahvismo/judaísmo, y que en realidad cualquier cabeza de familia era capaz de ofrecer sacrificios cuando la ocasión lo requiriera.
Además de los sacerdotes sacrificatorios, los profetas y héroes épicos desempeñaron un gran papel en el yahvismo, y aún más tarde en el judaísmo, reflejados en los textos judíos modernos por leyendas sobre Sansón, Elías y Josué. La adoración se realizó literalmente en lugares altos, con el Templo de Jerusalén situado en el monte Moriá/monte Sion (de ahí, el Monte del Templo), y el templo de los Samaritanos sentado en el monte Gerizim, aunque esto puede ser más una coincidencia que una práctica intencional. Los talismanes y los misteriosos terafines probablemente también se utilizaron. También es posible que el yahvismo empleara rituales de culto extáticos (compare el relato bíblico de David bailando desnudo ante el Arca de la Alianza) en momentos en los que se hicieron populares, y potencialmente incluso sacrificios humanos.
El centro de la adoración de Yahweh se encontraba en tres grandes festivales anuales que coincidían con eventos importantes en la vida rural: Pascua con el nacimiento de corderos, Shavuot con la cosecha de cereales y Sucot con la cosecha de frutas. Estas probablemente eran anteriores a la aparición del yahvismo, pero se vincularon a eventos en el mito nacional de Israel: Pascua con el éxodo de Egipto, Shavuot con la promulgación de la ley en el Sinaí y Sucot con las andanzas en el desierto. Las fiestas celebraron así la salvación de Israel de Yahweh y el estatus de Israel como su pueblo santo, aunque el significado agrícola anterior no se perdió por completo.
Las enmiendas posteriores a la práctica yahvista son difíciles de calificar, ya que existe un consenso académico poco claro sobre lo que connota explícitamente el judaísmo versus el yahvismo durante el generalmente aceptado «período de transición» en el cautiverio babilónico. Según el erudito bíblico Yehezkel Kaufmann: «El exilio es el punto de inflexión. Con el exilio, la religión de Israel llega a su fin y comienza el judaísmo». La caída de Babilonia ante los persas aqueménidas permitió que los israelitas se familiarizaran con los practicantes del zoroastrismo, y luego influyeran en Israel las nuevas interpretaciones del mesianismo, la cosmología dualista y el más allá, entre otras cosas; sin embargo, el grado de influencia es un tema bastante inseguro y discutido, y el tema se clasifica más apropiadamente como parte del judaísmo del Segundo Templo que como yahvismo.